# دزدان دریایی (فیلم ۱۹۹۱)
دزدان دریایی (به انگلیسی: Pyrates) فیلمی محصول سال ۱۹۹۱ و به کارگردانی نوح استیم است. در این فیلم بازیگرانی همچون کوین بیکن، کیرا سجویک، بروس پین، کریستین دالیتو، دبورا فالکنر، میکی جونز، کلیفورد دیوید و تام آدامز ایفای نقش کرده‌اند.